# 杜延安
杜延安（1966年11月—），安徽砀山人，汉族，中国共产党党员。中华人民共和国政治人物、第十三届全国人民代表大会安徽地区代表。曾任亳州市委副书记、市长、市委书记等职务。现任安徽省人大常委会秘书长。

## 生平
2018年2月24日，当选为第十三届全国人大代表。